# Diego Vega
Diego David Vega (født oktober 1968 i Bogota, Colombia) er en colombiansk komponist, lærer og dirigent.
Vega studerede musik og komposition og tog en doktorgrad i musik efter afsluttede studier på Javeriana Universitet i Bogota, Cincinnati Musikkonservatorium og Cornell Universitet. Han har skrevet to symfonier, orkesterværker, kammermusik, korværker, elektroniskmusik, koncertmusik, computermusik, solostykker for mange instrumenter etc.
Vega underviste i komposition og teori på Syracuse Universitet og Javeriana Universitet.

## Udvalgte værker
- Symfoni nr. 1 (i en sats) - (1990) - for orkester
- Symfoni nr. 2 "vanærende" - (2010) - for orgel og blæser kvintet